# Kristina Hübener
Kristina Hübener (* Januar 1956) ist eine deutsche Historikerin. Sie ist Autorin und Herausgeberin zahlreicher Schriften insbesondere zur brandenburgischen Landesgeschichte.

## Leben
Nach dem Abitur studierte sie von 1975 bis 1979 Geschichte und Germanistik an der Pädagogischen Hochschule Potsdam. Nach fünfjähriger Arbeit im Schuldienst wurde sie 1987 dort mit einer Arbeit über die Kommunalpolitik der KPD im Brandenburgischen Provinziallandtag und im Potsdamer Stadtparlament (1919–1933) promoviert. Von 1991 bis 2020 war sie wissenschaftliche Mitarbeiterin am Historischen Institut der Universität Potsdam – zuerst an der Professur für Brandenburgische Landesgeschichte, dann an der Professur für Neuere Geschichte, inzwischen Professur für Geschichte des 19./20. Jahrhunderts. Von 1992 bis 1995 erhielt sie ein Humboldt- und Krupp-Stipendium für das Projekt „Das Fürsorgewesen der Brandenburgischen Provinzialverwaltung im Kaiserreich“, in dessen Rahmen sie auch 1994 und 1995 einen Forschungsaufenthalt an der Duke University, N.C. einschließlich Gastdozentur absolvierte.
Ab 1996 war sie die erste Geschäftsführerin der Brandenburgischen Historischen Kommission und leitete zwischen 2005 und 2019 die Arbeitsstelle Medizin-Geschichte an der Professur für Neuere Geschichte am Historischen Institut der Universität Potsdam. In dieser Funktion zeichnet sie sich als Herausgeberin mehrerer Schriftenreihen aus, darunter die Brandenburgischen Historischen Studien und die Schriftenreihe zur Medizin-Geschichte. Durch ihre Veröffentlichungen hat sie einen erheblichen Beitrag zur Erforschung der brandenburgischen Landesgeschichte, insbesondere der Verwaltungs- und Medizingeschichte, geleistet.

## Werke (Auswahl)

### Monografien
- Leistende Verwaltung und Anstaltsfürsorge. Die Geisteskrankenfürsorge in der Provinz Brandenburg zwischen Kaiserreich und Weimarer Republik (= Schriftenreihe zur Medizin-Geschichte, Bd. 12), Berlin 2005.

### Herausgeberschaften
- mit Manfred Görtemaker (Hrsg.): Schwert der Justiz. Das Gerichtsvollzieherwesen in Deutschland von 1800 bis zur Gegenwart, Berlin 2019.
- Manfred Görtemaker: Deutschland und der Westen. Gedanken zum 20. Jahrhundert, Berlin 2016 (mit Michael C. Bienert, Stefan Creuzberger und Matthias Oppermann).
- mit Thomas Mietk (Hrsg.): Landkreis Dahme Spreewald. Eine Kreiskunde, Berlin 2015.
- mit Michael C. Bienert, Stefan Creuzberger, Matthias Oppermann (Hrsg.): Die Berliner Republik. Beiträge zur Zeitgeschichte seit 1990 (= Zeitgeschichte im Fokus, Bd. 2), Berlin 2013.
- mit Andreas Ludwig, René Schreiter (Hrsg.): Soziale Stiftungen und Vereine in Brandenburg (= Schriftenreihe zur Medizin-Geschichte, Bd. 22), Berlin 2012.
- mit Detlev Hoffmeister (Hrsg.): Medizin trifft Geschichte. Werner Forßmann Symposium 2011 (= Schriftenreihe zur Medizin-Geschichte, Bd. 20), Berlin 2011.
- mit Friedrich Beck, Manfred Görtemaker, Klaus Neitmann (Hrsg.): Brandenburg. Neues altes Land. Geschichte und Gegenwart, Berlin 2010.
- mit Wolfgang Rose (Hrsg.): Krankenhäuser in Brandenburg. Vom mittelalterlichen Hospital bis zum Krankenhaus der Moderne (= Schriftenreihe zur Medizin-Geschichte, Bd. 17), Berlin 2007.
- mit Wolfgang Hofmann, Paul Meusinger (Hrsg.): Fürsorge in Brandenburg. Tradierte Entwicklungen und Kontinuitäten – Umbrüche – Zukunft des Sozialen (= Schriftenreihe zur Medizin-Geschichte, Bd. 15), Berlin 2007.
- mit Thomas Beddies (Hrsg.): Kinder in der NS-Psychiatrie (= Schriftenreihe zur Medizin-Geschichte, Bd. 10), Berlin 2004.
- mit Thomas Beddies (Hrsg.): Dokumente zur Psychiatrie im Nationalsozialismus (= Schriftenreihe zur Medizin-Geschichte, Bd. 6), Berlin 2003.
- mit Dieter Hübener, Julius H. Schoeps (Hrsg.): Kriegerdenkmale in Brandenburg. Von den Befreiungskriegen 1813/15 bis in die Gegenwart, Berlin 2003.
- mit Martin Heinze (Hrsg.): Brandenburgische Heil- und Pflegeanstalten in der NS-Zeit (= Schriftenreihe zur Medizin-Geschichte, Bd. 3), Berlin 2002.
- (Hrsg.): Preußische Verwaltungen und ihre Bauten in Berlin-Brandenburg im 19. und 20. Jahrhundert (= Einzelveröffentlichungen der Brandenburgischen Historischen Kommission e.V., Bd. 4), Potsdam 2001.
- mit Wilfried G. Hübscher, Detlev Hummel unter Mitwirkung von Marko Leps und Michael C. Bienert (Hrsg.): Bankgeschäfte an Spree und Havel. Geschichte – Traditionen – Perspektiven (= Brandenburgische Historische Studien, Bd. 6), Potsdam 2000.
- mit Kurt Adamy (Hrsg.): Kleine Geschichte der Brandenburgischen Landtage (= Schriftenreihe der Brandenburgischen Landeszentrale für politische Bildung), Potsdam 1999.
- mit Manfred Görtemaker, Klaus Neitmann, Kärstin Weirauch (Hrsg.): Zwischen Königtum und Volkssouveränität. Die Revolution von 1848/49 in Brandenburg, Frankfurt am Main / Berlin / Bern / New York / Paris / Wien 1999.
- mit Kurt Adamy (Hrsg.): Geschichte der brandenburgischen Landtage. Von den Anfängen 1823 bis in die Gegenwart (= Brandenburgische Historische Studien, Bd. 3), Potsdam 1998.
- mit Kurt Adamy, Marko Leps (Hrsg.): Königs Wusterhausen. Eine illustrierte Orts- und Stadtgeschichte von den Anfängen bis in die Gegenwart, Berlin 1998.
- mit Julius H. Schoeps (Hrsg.): Potsdam. Gestern und Heute, Gudensberg-Gleichen 1997.
- mit Kurt Adamy: Adel und Staatsverwaltung in Brandenburg im 19. und 20. Jahrhundert. Analyse und historischer Vergleich (= Potsdamer Historische Studien, Bd. 2), Berlin 1996.
- mit Peter-Michael Hahn, Julius H. Schoeps (Hrsg.): Potsdam. Märkische Kleinstadt – europäische Residenz. Reminiszenzen einer eintausendjährigen Geschichte (= Potsdamer Historische Studien, Bd. 1), Berlin 1995.